# 斯廷卡 (蘇梅區)
50°49′41″N 35°1′35″E / 50.82806°N 35.02639°E
斯廷卡（烏克蘭語：Стінка）是位於烏克蘭東北部的村莊，由蘇梅州蘇梅區的上瑟羅瓦特卡市鎮負責管轄。該村處於瑟羅瓦特卡河左岸，距離上瑟羅瓦特卡2.5公里，2001年人口116。